# Pośredni Wierszyk (Łysanki)

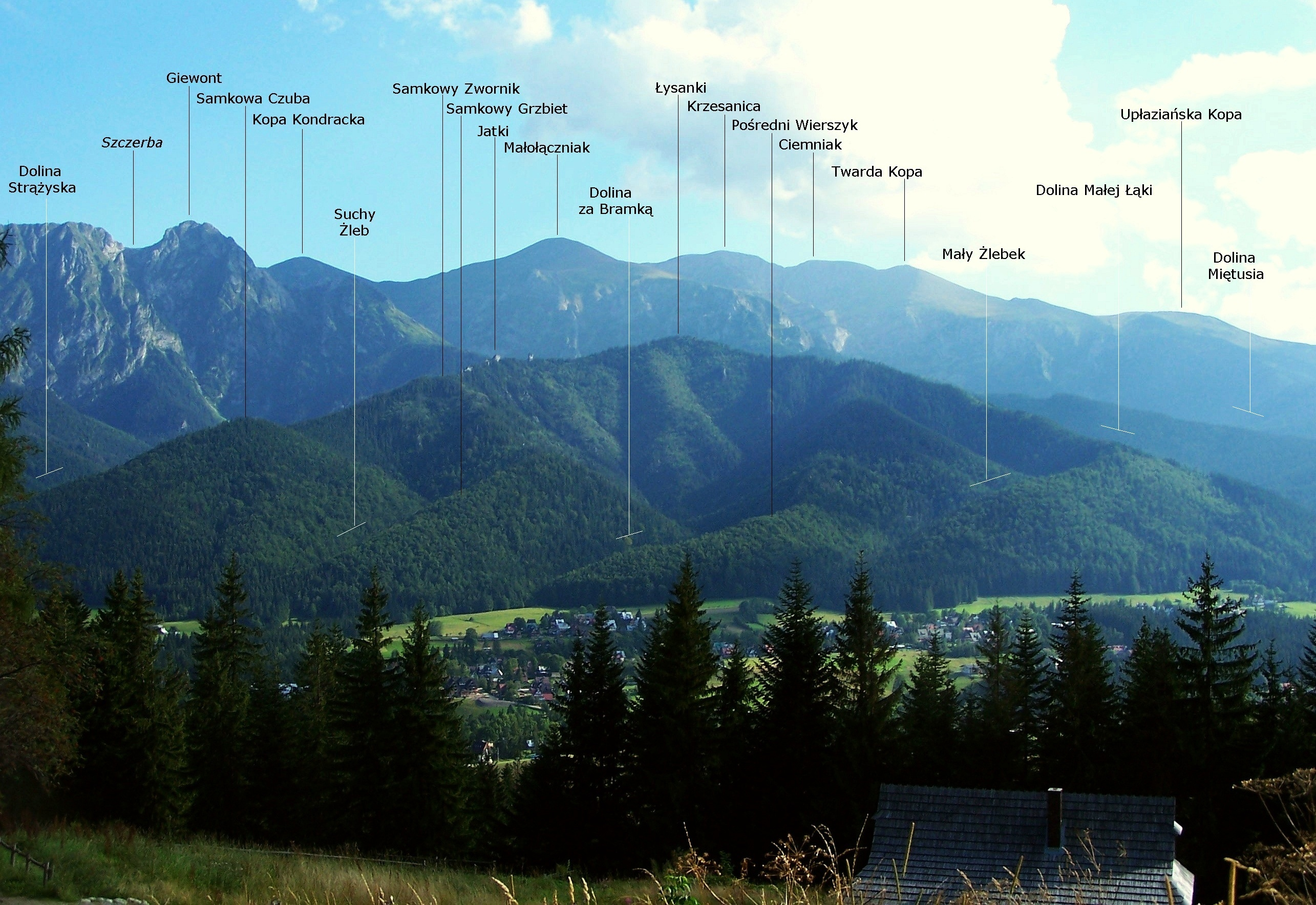
Widok z Pasma Gubałowskiego

Pośredni Wierszyk – grzbiet oddzielający Dolinę za Bramką od doliny Mały Żlebek w polskich Tatrach Zachodnich. Odchodzi w północnym kierunku od północno-zachodniego grzbietu Łysanek i opada do Drogi pod Reglami. W jego wschodnich stokach (w Dolinie za Bramką) znajdują się liczne skały i turniczki zwane Jasiowymi Turniami. Jest całkowicie porośnięty lasem i nie prowadzą nim szlaki turystyczne. Znajduje się na obszarze ochrony ścisłej Regle Zakopiańskie (Tatrzański Park Narodowy).